# Manuel Venegas
Manuel Venegas er en opera af Hugo Wolf til en libretto af Manuel Hoernes. Operaen fik premiere ved en konceropføreslse i Mannheim den 1. marts 1903.